# 한국펄프종이공학회
한국펄프종이공학회(韓國펄프종이工學會)는  펄프와 종이 학술단체이다.  펄프·종이에 관한 학술 신장과 관련 산업의 발전을 목적으로 1967년 11월에 한국펄프·종이기술협회라는 명칭으로 설립되었다.